# 渡辺邦彦
渡辺 邦彦（わたなべ くにひこ、1934年3月17日 - 2017年3月28日）は日本の映画監督。京都府京都市生まれ。東京都世田谷区出身。

## 経歴
父は『明治天皇と日露大戦争』などでメガホンを執った渡邊邦男。
早稲田大学第1文学部英文科に入学。1956年、卒業と同時に東宝スタジオの演出助手として入社。1971年に監督に昇進。1983年に退社。

## 代表作
| 公開年月日     | 作品名                         | 制作（配給）                     | 役職         |
| -------------- | ------------------------------ | -------------------------------- | ------------ |
| 1962年8月11日  | キングコング対ゴジラ           | 東宝                             | 監督助手     |
| 1963年7月13日  | 日本一の色男                   | 東宝                             | チーフ助監督 |
| 1963年10月26日 | クレージー作戦 くたばれ!無責任 | 東宝                             | チーフ助監督 |
| 1964年6月11日  | 日本一のホラ吹き男             | 東宝                             | チーフ助監督 |
| 1966年11月20日 | お嫁においで                   | 東宝                             | チーフ助監督 |
| 1967年2月4日   | 殺人狂時代                     | 東宝                             | チーフ助監督 |
| 1967年8月3日   | 日本のいちばん長い日           | 東宝                             | チーフ助監督 |
| 1968年3月27日  | めぐりあい                     | 東宝                             | チーフ助監督 |
| 1968年6月22日  | 斬る                           | 東宝                             | チーフ助監督 |
| 1969年1月1日   | フレッシュマン若大将           | 東宝                             | チーフ助監督 |
| 1969年4月27日  | クレージーの大爆発             | 東宝 渡辺プロダクション （東宝） | チーフ助監督 |
| 1970年5月3日   | 野獣都市                       | 東宝                             | チーフ助監督 |
| 1970年7月4日   | 幽霊屋敷の恐怖 血を吸う人形    | 東宝                             | チーフ助監督 |
| 1971年6月5日   | 恋人って呼ばせて               | 東宝                             | 脚本、監督   |
| 1972年2月26日  | 制服の胸のここには             | 東宝                             | 脚本、監督   |
| 1972年5月25日  | 白鳥の歌なんか聞えない         | 東宝                             | 監督         |
| 1975年6月21日  | 阿寒に果つ                     | 東宝映画 （東宝）                | 監督         |
| 1981年10月10日 | アモーレの鐘                   | 東宝映画 （東宝）                | 監督         |